# Onde stazionarie terrestri
Le onde stazionarie terrestri sono un fenomeno di onda di superficie di linea di trasmissione elettrica “ad unico cavo” che riguarda un conduttore persistente sferico che si sviluppano lungo la superficie della Terra in virtù della natura altamente conduttiva della stessa terra. Ciò fu considerato da Nikola Tesla essere la sua più importante scoperta. La superficie della terra costituisce un'interfaccia che supporta le onde. 
Il 3 luglio 1899, Tesla dichiarò la scoperta di questo nuovo fenomeno geo-elettrico, che diceva avrebbe permesso la trasmissione di energia elettrica attorno al mondo.
quando mandiamo una voce in aria e ascoltiamo l'eco in risposta, sappiamo che il suono della voce deve aver raggiunto un muro lontano, o un ostacolo, e deve essere riflesso da quest'ultimo. Esattamente come il suono, così un'onda elettrica è riflessa, e la stessa evidenza che è permessa dall'eco è offerta da un fenomeno elettrico conosciuto come onda stazionaria - questa è un'onda con punti fissi di nodi e ventri. Invece di inviare vibrazioni sonore verso un muro distante, io ho inviato vibrazioni elettriche lungo i remoti confini della terra, e la terra ha risposto al posto del muro. Nel punto dell'eco ho ottenuto un'onda stazionaria elettrica, un'onda riflessa da lontano.»
Le onde terrestri stazionarie furono per prima osservate da Tesla e formarono le basi per i suoi progetti riguardanti la trasmissione di energia elettrica senza fili per gli usi di telecomunicazione da punto a punto, radiodiffusione, e la trasmissione di potenza elettrica.

## Ipotesi della risonanza Schumann
Si ipotizza che questo fenomeno si origini nello spazio interno della terra per l'azione conduttiva della ionosfera, come una guida d'onda. Le dimensioni limitate della terra fanno in modo che questa guida d'onda agisca come una cavità risonante per onde elettromagnetiche. La cavità è eccitata naturalmente dall'energia delle scariche dei fulmini. La risonanza Schumann è una serie di onde terrestri stazionarie poste nella parte di spettro a bassissima frequenza (ELF) del campo elettromagnetico terrestre. Frequenze più basse, sotto la banda delle onde lunghe, viaggiano con più efficienza come un'onda longitudinale e creano onde stazionarie. La ionosfera e la superficie della terra costituiscono un'interfaccia che supporta l'onda. Questa cavità risonante è un percorso particolare di onda stazionaria formata da onde confinate nella cavità. Le onde sono intensificate dalle molte riflessioni sulle superfici della cavità.
Il trasferimento di energia elettrica con piccole perdite in questo modo è problematico perché le onde stazionarie dovrebbero operare nella cavità tra la terra e la ionosfera, che è troppo dispersiva per permettere a un'onda stazionaria di sufficiente ampiezza di essere generata. Questo limite è indipendente dalla potenza del trasmettitore. Perché il trasmettitore dia potenza sufficiente al ricevitore - come dovrebbe essere in un circuito chiuso a bassa dispersione - la potenza trasferita dovrebbe essere dello stesso ordine di grandezza di quella assorbita dal trasmettitore. Questa è una condizione necessaria per consentire alla trasmittente di “sentire” il carico connesso al ricevente e dargli potenza per mezzo delle onde stazionarie. Per fare ciò, il fattore Q richiesto della cavità terra-ionosfera dovrebbe essere dell'ordine di 106 o simile alla frequenza più bassa di Schumann di circa 7.3 Hz. Misurazioni basate sullo spettro del rumore radio-elettrico di fondo rilevano un fattore Q solo da 5 a 10 circa.[Henry Bradford]

Riguardo alla nozione di trasmissione di potenza attraverso la cavità terra-ionosfera, considerata come un guscio concentrico sferico, si sa che il trasferimento di potenza da eccitamento diretto nel modo di una cavità risonante di Schumann non è realizzabile.
 Inoltre, il massimo di frequenze operative raccomandate di 25 kHz come specificate da Tesla è molto lontano dai più alti modi di risonanza Schumann facilmente osservabili (il nono ipertono) che esiste approssimativamente 66.4 Hz.  la scelta di Tesla di 25 kHz è completamente incoerente con l'operazione di un sistema che è basato sulla diretta eccitazione del modo di risonanza Schumann.

## Linea di trasmissione d'onda di superficie di un conduttore sferico terrestre
D'altro canto, l'idea di Tesla era quella di una griglia e rete di telecomunicazioni globale senza fili di trasmissione di potenza elettrica basata su trasmissione di energia per mezzo di una linea di trasmissione e un modo di propagazione TM00 (a campo magnetico trasversale) a “unico-cavo”ad onda di superficie di un conduttore sferico.
Uno studio fattibile usando potenza sufficiente e bobine di Tesla trasmettitrici risonanti-terrestri propriamente sintonizzate è stato chiamato così.